# Тюрино (Астраханская область)
Тюрино — село в Володарском районе Астраханской области России. Входит в состав Козловского сельсовета.

## География
Село находится в юго-восточной части Астраханской области, на правом берегу протоки Тюрина дельты реки Волги, на расстоянии примерно 6 километров (по прямой) к востоку-северо-востоку (ENE) от посёлка Володарский, административного центра района. Абсолютная высота — 24 метра ниже уровня моря.
Климат умеренный, резко континентальный. Характеризуется высокими температурами летом и низкими — зимой, малым количеством осадков, а также большими годовыми и летними суточными амплитудами температуры воздуха.

## Население
| 2002 | 2010 |
| ---- | ---- |
| 451  | ↗525 |

По данным Всероссийской переписи, в 2010 году численность населения села составляла 525 человек (250 мужчины и 275 женщин). Согласно результатам переписи 2002 года, в национальной структуре населения казахи составляли 98 %.

## Инфраструктура
В селе находятся основная общеобразовательная школа, фельдшерско-акушерский пункт (филиал ГБУЗ АО «Володарская ЦРБ»), сельский клуб и отделение Почты России.

## Улицы
Уличная сеть села состоит из 4 улиц.